# TSR Góra Podłopień
TSR Góra Podłopień – telewizyjna stacja retransmisyjna z wieżą o wysokości 26 m, zlokalizowana na górze Podłopień, między miejscowościami Podłopień i Tymbark. Właścicielem obiektu jest EmiTel sp. z o.o.
20 maja 2013 została zakończona emisja programów telewizji analogowej. Tego samego dnia rozpoczęto nadawanie sygnału trzeciego multipleksu w ramach naziemnej telewizji cyfrowej.

## Parametry
- Wysokość posadowienia podpory anteny: 540 m n.p.m.[3]
- Wysokość zawieszenia systemów antenowych: TV: 20 m n.p.t.[3]

## Transmitowane programy

### Programy telewizyjne – cyfrowe
| Nazwa multipleksu | Częstotliwość | Kanał | Moc promieniowana nadajnika | Polaryzacja | Kompresja wizji |
| ----------------- | ------------- | ----- | --------------------------- | ----------- | --------------- |
| MUX 3             | 482 MHz       | 22    | 0,023 kW                    | pozioma     | MPEG-4          |

## Nienadawane analogowe programy telewizyjne
| LP | Program | Właściciel            | Częstotliwość | Kanał | Moc nadajnika | Polaryzacja | Data wyłączenia nadajnika |
| -- | ------- | --------------------- | ------------- | ----- | ------------- | ----------- | ------------------------- |
| 1  | TVP1    | Telewizja Polska S.A. | 223,25 MHz    | 12    | 0,02 kW       | pozioma     | 20 maja 2013              |
| 2  | TVP2    | Telewizja Polska S.A. | 719,25 MHz    | 52    | 0,05 kW       | pozioma     | 20 maja 2013              |